# Equidna-de-focinho-curto
A equidna-de-focinho-curto (nome científico: Tachyglossus aculeatus, do grego: tachy, rápido + glossus, língua; e do latim: aculeo, espinho + atus, portador) é um mamífero monotremado da família Tachyglossidae. É a única espécie descrita para o gênero Tachyglossus, podendo ser encontrada através de toda a Austrália, Tasmânia e em partes da ilha de Nova Guiné. Outros vernáculos para a espécie incluem equidna-de-bico-curto e equidna-ouriço, e antigamente também era chamada de tamanduá-espinhoso. Essa equidna é politípica, com cinco subespécies.
Animal de hábitos diurnos e/ou noturnos, está adaptado para escavar formigueiros, cupinzeiros e o solo a procura de formigas e cupins, devido as potentes garras presentes tanto nos membros dianteiros quanto traseiros. É a menor das espécies de equidnas conhecidas. Diferencia-se do gênero Zaglossus por diversas características físicas, entre elas o tamanhos dos membros, do focinho e quantidade de espinhos; hábitos alimentares e comportamentais. Apresenta o corpo coberto por espinhos, que podem medir até seis centímetros de comprimento. Ovípara, a fêmea põe um único ovo, numa espécie de bolsa que se desenvolve no abdômen na época de acasalamento, onde é incubado por aproximadamente dez dias. O filhote nasce cego e pelado, e com um ano de vida se torna independente.
É uma espécie pouco ameaçada de extinção, sendo encontrada em vários ecossistemas. Se adaptou bem a colonização da Austrália, podendo ser encontrada em áreas agrícolas e pastagens. A população é estável, tendo poucos fatores de risco. Representa um dos ícones da Austrália, aparecendo no verso da moeda de cinco centavos do dólar australiano, e como mascote em eventos e competições.

## Nomenclatura e taxonomia
A equidna-de-focinho-curto foi descrita por George Shaw em 1792 com o nome de Myrmecophaga aculeata. Shaw usou o mesmo gênero do tamanduá sul-americano, Myrmecophaga, para a espécie encontrada na Austrália. Em 1802, Everard Home reconheceu a relação entre o ornitorrinco e a nova espécie, renomeando-a para Ornithorhynchus hystrix. Posteriormente foi renomeada para Echidna hystrix, e mais tarde com o reconhecimento da prioridade do nome específico de Shaw, para Echidna aculeata. O gênero Echidna proposto por Frédéric Cuvier encontrava-se pré-ocupado pelo Echidna criado por Johann Reinhold Forster em 1788. Georg August Goldfuss, em 1809, substituiu-o para Acanthonotus, entretanto, este nome também já se encontrava pré-ocupado pelo Acanthonotus criado por Marcus Elieser Bloch em 1801. Em 1811, Johann Karl Wilhelm Illiger substituiu o Echidna por Tachyglossus, renomeando a espécie para Tachyglossus aculeatus. Johann Fischer von Waldheim em 1814 e Constantine Samuel Rafinesque em 1815 também criaram substituições, Echinopus e Syphomia respectivamente, para o gênero pré-ocupado criado por Cuvier.
Cinco subespécies são reconhecidas, acanthion, aculeatus, lawesii, multiaculeatus e setosus, cada qual numa diferente localização geográfica. Uma sexta subespécie, a ineptus, era aplicada as populações da Austrália Ocidental, entretanto, não há características que a diferencie da acanthion, sendo então englobada por esta. As subespécies diferenciam-se na quantidade, amplitude e largura dos espinhos, e no tamanho das garras escavadoras dos membros posteriores. A subdivisão em subespécies não está totalmente definida e alguns autores sugerem que uma revisão é necessária.
Tachyglossus aculeatus tem uma vasta distribuição durante o Pleistoceno, com registros fósseis nas cavernas Wombeyan e Lago Menidee em Nova Gales do Sul, Naracoorte na Austrália Meridional e caverna Mammoth na Austrália Ocidental. Entretanto, ela não é um achado comum em depósitos fósseis, ao contrário dos espécimes de Megalibgwilia, um tipo de equidna com focinho comprido que se extinguiu no Pleistoceno. Alguns exemplares de Naracoorte são cerca de 10% maiores que a forma atual.

## Distribuição geográfica e habitat
A espécie pode ser encontrada na Austrália, incluindo diversas ilhas adjacentes como a Ilha Kangaroo, Tasmânia, Ilha King e Grupo Furneaux; e na ilha de Nova Guiné (Indonésia e Papua-Nova Guiné), principalmente na costa sudoeste e no vale do Markham. A espécie também pode ocorrer na margem sul da Cordilheira Central, especialmente na área do Monte Bosavi, e na área de Hewa. Registros históricos de expedições realizadas entre as décadas de 1930 a 1960 indicam a presença da espécie nas Montanhas Kratke, no vale de Mendi, no vale do Baiyer, no vale do Jimmi e na área de Goroka.

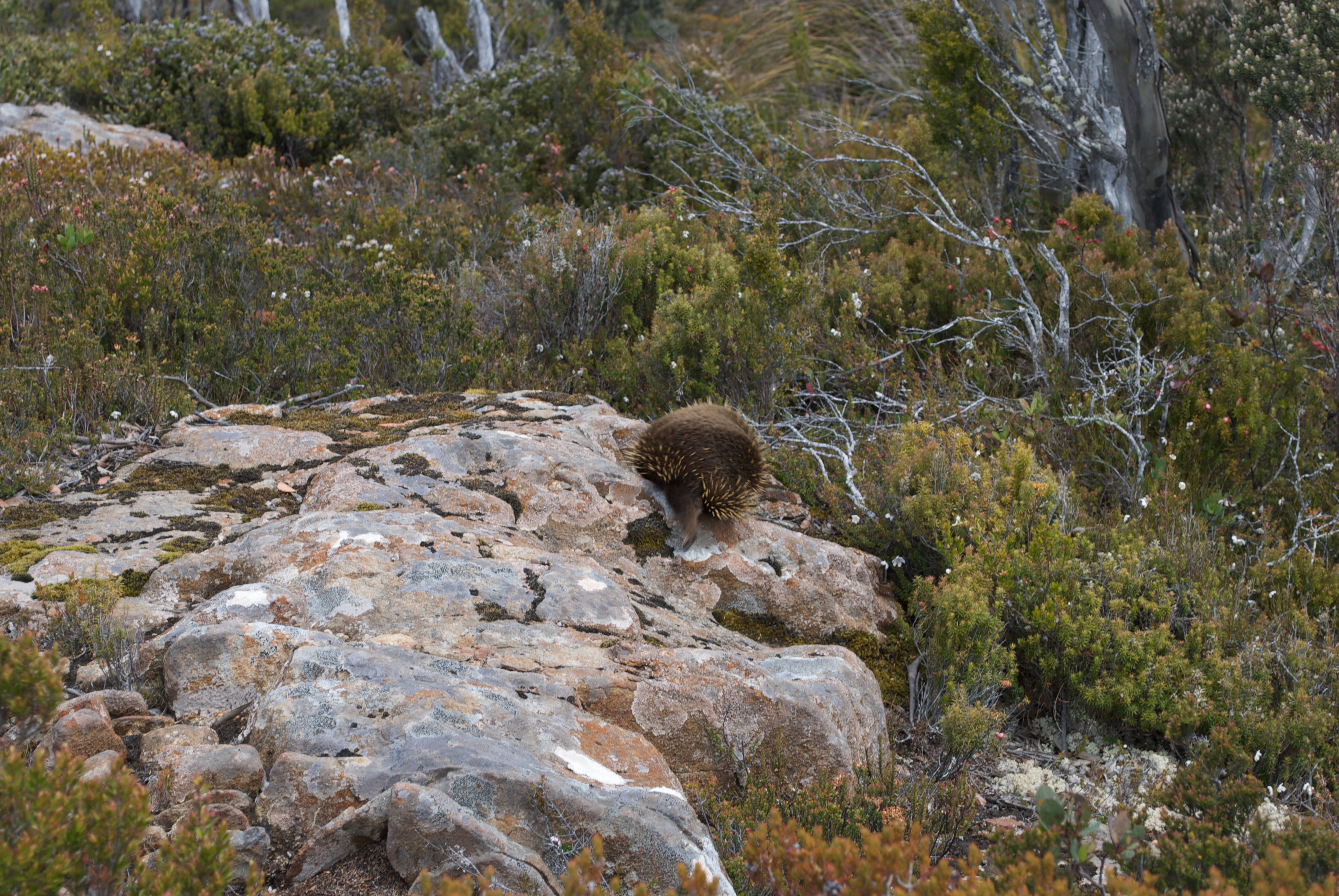
Habitat arbustivo e rochoso da equidna no sul da Tasmânia

As subespécies possuem distribuições geográficas distintas: Tachyglossus aculeatus aculeatus é encontrada no sudeste de Nova Gales do Sul e Vitória; Tachyglossus aculeatus acanthion ocorre nas regiões áridas e semiáridas da Austrália, assim como na região tropical do norte; Tachyglossus aculeatus setosus ocorre na Tasmânia e algumas ilhas do estreito de Bass; Tachyglossus aculeatus multiaculeatus é endêmica da ilha Kangaroo; e Tachyglossus aculeatus lawesii está presente na Nova Guiné, e segundo alguns pesquisadores, na florestas tropicais do noroeste de Queensland.
A equidna pode ser encontrada numa grande variedade de habitats, incluindo savanas, bosques, florestas tropicais e áreas áridas, semiáridas e montanhosas. Ocorre também em regiões agrícolas e de pastagens. Em altitude é encontrada do nível do mar até os 1 675 metros.

## Características
| Ficha técnica        |                        |
| Comprimento          | 35 - 53 cm             |
| Cauda                | 9 cm                   |
| Peso                 | 2,5 - 6,0 kg           |
| Tamanho de ninhada   | 1                      |
| Período de gestação  | 3 semanas              |
| Período de incubação | 10 dias                |
| Desmame              | 6 meses                |
| Maturidade sexual    | 5 - 12 anos            |
| Longevidade          | 50 anos (em cativeiro) |

Como o ornitorrinco, o corpo da equidna é comprimido dorsoventralmente. O dorso é arqueado, e o ventre plano ou côncavo. A cabeça é pequena e parece emergir do corpo sem nenhuma indicação de pescoço. A cauda é curta, grossa e glabra na superfície ventral. O focinho longo e fino é cerca de metade do tamanho da cabeça, sendo quase reto ou então curvado ligeiramente para cima. Cada membros possui cinco dígitos, com garras largas, rígidas e retas, adaptadas para escavar. Ambos os sexos apresentam um esporão nos membros traseiros, oco e sem produção de veneno, ao contrário do Ornithorhynchus anatinus. Os olhos são pequenos e situados próximos a base do focinho, possibilitando um campo de visão mais voltado a frente, que as laterais. Não tem orelhas externas. Os machos não apresentam escroto, e os testículos são internos. Não possui dentes e a língua é comprida e pegajosa.

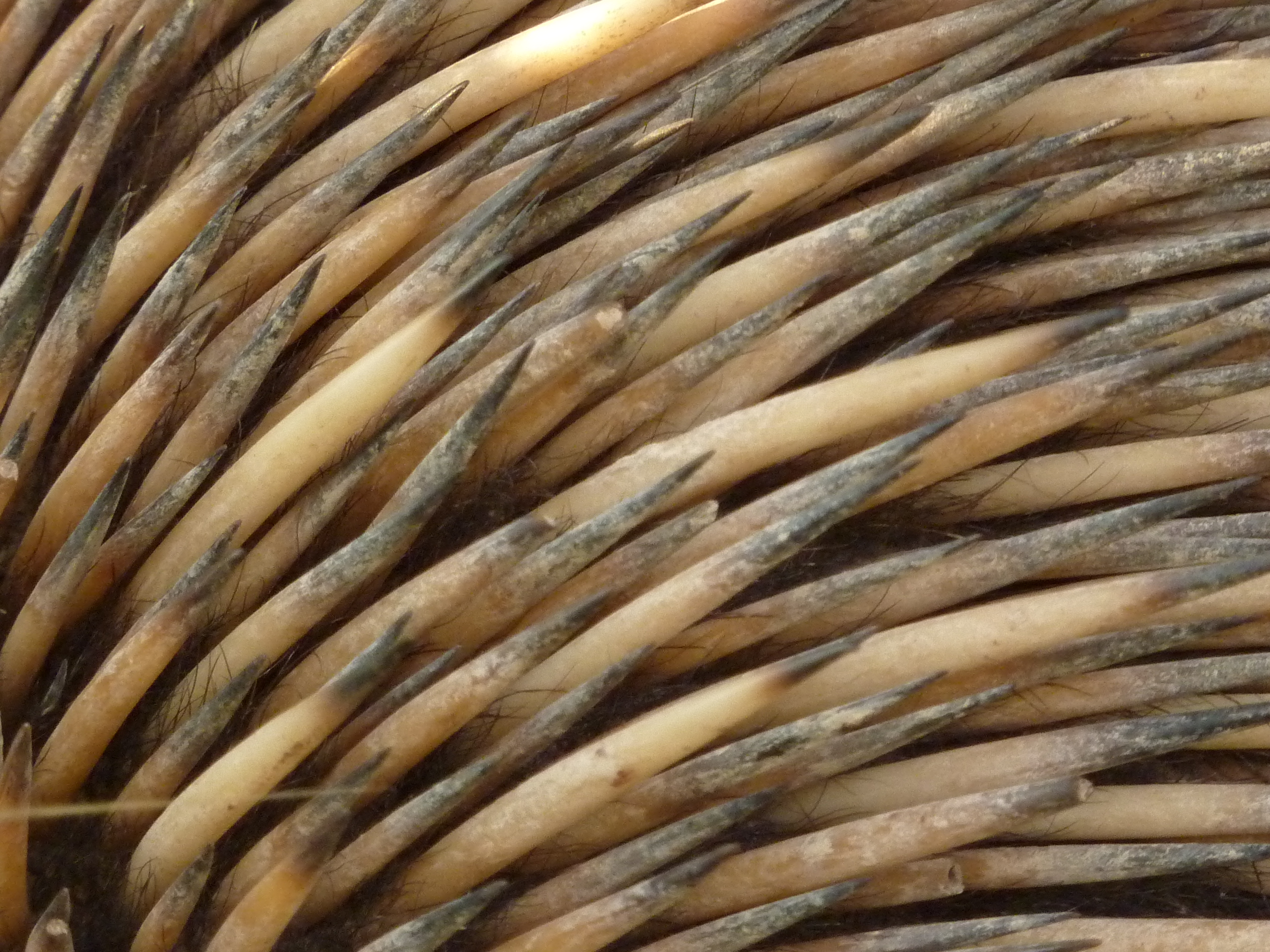
Detalhes dos espinhos da equidna

O corpo da equidna, com exceção do ventre, face e pernas, é coberto por espinhos que chegam a medir cerca de seis centímetros de comprimento. Eles são geralmente amarelos, com as extremidades pretas, mas alguns são totalmente amarelados. Abaixo dos espinhos, as equidnas apresentam uma pelagem negra a marrom escura. O ventre apresentam uma pelagem compostas por pêlos grossos.

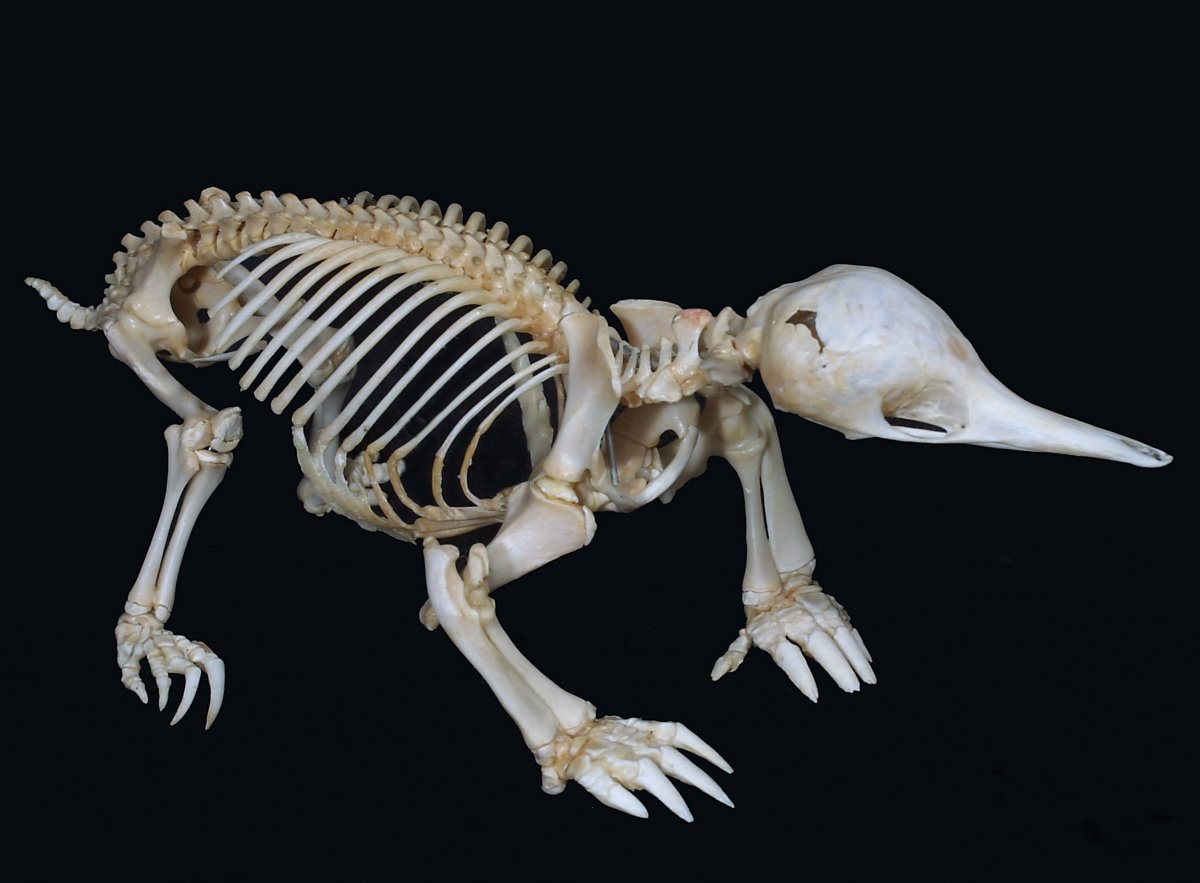
Esqueleto da equidna

Entre as características que diferenciam as subespécies, os espinhos e a coloração da pelagem são as mais distinguíveis. Na subespécie da Tasmânia, os pêlos cobrem quase que completamente os espinhos, que são pequenos, e a coloração é marrom-claro. A da ilha Kangaroo possui os espinhos longos e finos, bem projetados da pelagem. Na Nova Guiné, as equidnas têm os espinhos longos e robustos, a pelagem é grossa e geralmente marrom. Na subespécie nominal os espinhos eclipsam a pelagem que é relativamente curta. Na acanthion a pelagem é preta e grossa, mais esparsa no dorso, quase ausente no ventre e os espinhos são longos e robustos.
O crânio do gênero Tachyglossus é caracterizado por um focinho alongado e arredondado e uma caixa craniana abaulada lateralmente. O palato se estende para trás ao nível das orelhas, e o meato acústico externo é direcionado ventralmente. A mandíbula é reduzida e os processos coronóide e angular pouco desenvolvidos. Internamente, a mais proeminente característica são as conchas nasais. Elas se estendem posteriormente no crânio, ficando sob a superfície das cavidades olfatória e cerebral da caixa craniana.

## Ecologia e comportamento
Enquanto vários aspectos da sua fisiologia têm sido estudados em detalhes, informações sobre sua ecologia geral, área de vida e uso de abrigos, ainda é escasso. A equidna é ativa a qualquer hora do dia ou noite. De hábitos solitário e gregário, não possui abrigo fixo ou área de nidificação específica. Não é territorialista, mas vive em uma área de vida definida. A área de vida possui em média 40 a 60 ha, entretanto já foram observadas áreas entre 21 e 93 ha, e um estudo na ilha Kangaroo demonstrou animais que cobriam uma área entre 9 e 192 ha. Equidnas podem dividir suas áreas com outros indivíduos sem incidentes, e algumas vezes compartilham os mesmos abrigos. O tamanho da párea de vida pouco difere entre machos e fêmeas.
Equidnas têm uma longevidade longa, com o registro de um exemplar, no Zoológico da Filadélfia, que viveu por 50 anos (apesar que a idade do animal quando capturado ser desconhecida). Historicamente, os principais predadores da espécie têm sido os grandes marsupiais carnívoros, como o tilacino e diabo-da-tasmânia, e grandes répteis, especialmente os do gênero Varanus. Os filhotes e juvenis são os mais susceptíveis à predação. Existe relatos de dingos matando equidnas adultas, rolando-as e atacando seu ventre desprotegido. Na Austrália contemporânea as principais causas de morbilidade e mortalidade são os veículos motorizados e predadores introduzidos, como a raposa-vermelha, dingo, cães e gatos errantes, e humanos.

## Dieta e hábitos alimentares

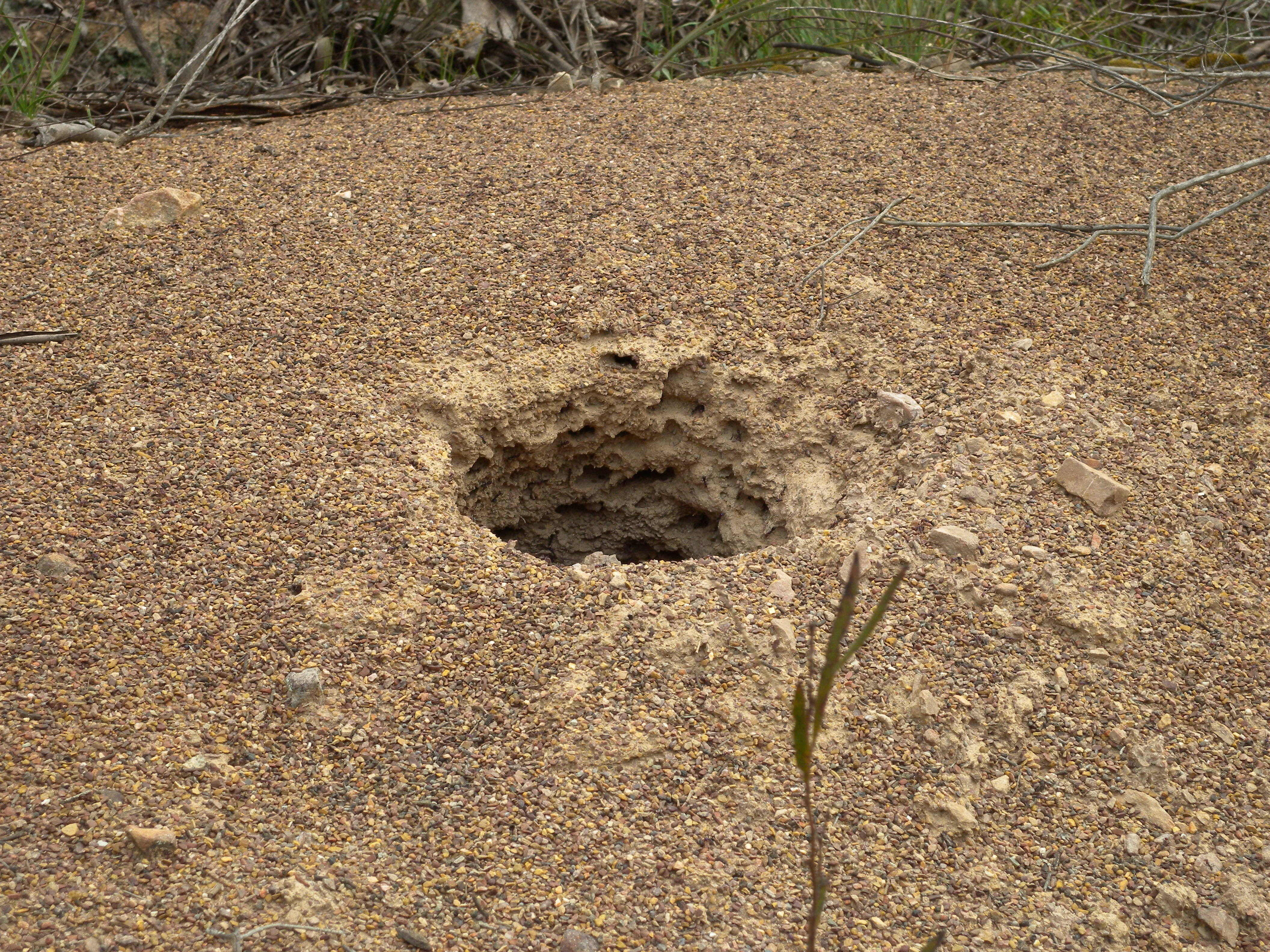
Ninho de formiga Iridomyrmex sp. danificado por uma equidna.

A equidna-de-focinho-curto se alimenta quase que exclusivamente de formigas e cupins, embora outros invertebrados, como minhocas, larvas de besouros Scarabaeidae e larvas de mariposas (Xyleutes spp.) também façam parte da sua dieta. Por razões desconhecidas, no frio, as formigas nas áreas úmidas compõe a maior porcentagem da dieta, enquanto que calor, os cupins nas áreas áridas são consumidos com maior frequência. Não parece que seja uma questão de disponibilidade, desde que há uma abundância de formigas em ambos os habitats. Uma possível explicação, pode ser pelo fato que as térmites contenham mais água (acima de 80%) que as formigas (64%). Na Tasmânia, a equidna consome principalmente formigas, devido a ocorrência de poucas espécies de cupins, sendo que nenhuma delas constroem cupinzeiros altos e vivendo basicamente na madeira em decomposição e no solo das florestas.
Seu focinho, sensível, serve mais como um órgão tátil do que olfativo. Para comer, o equidna procede da mesma maneira que os tamanduás, isto é, serve-se da longa língua pegajosa, retirando-a, junto com alimento, uma certa quantidade de areia, de poeira, de resto de mata e, às vezes, um pouco de ervas, que lhe facilita a trituração.

## Reprodução

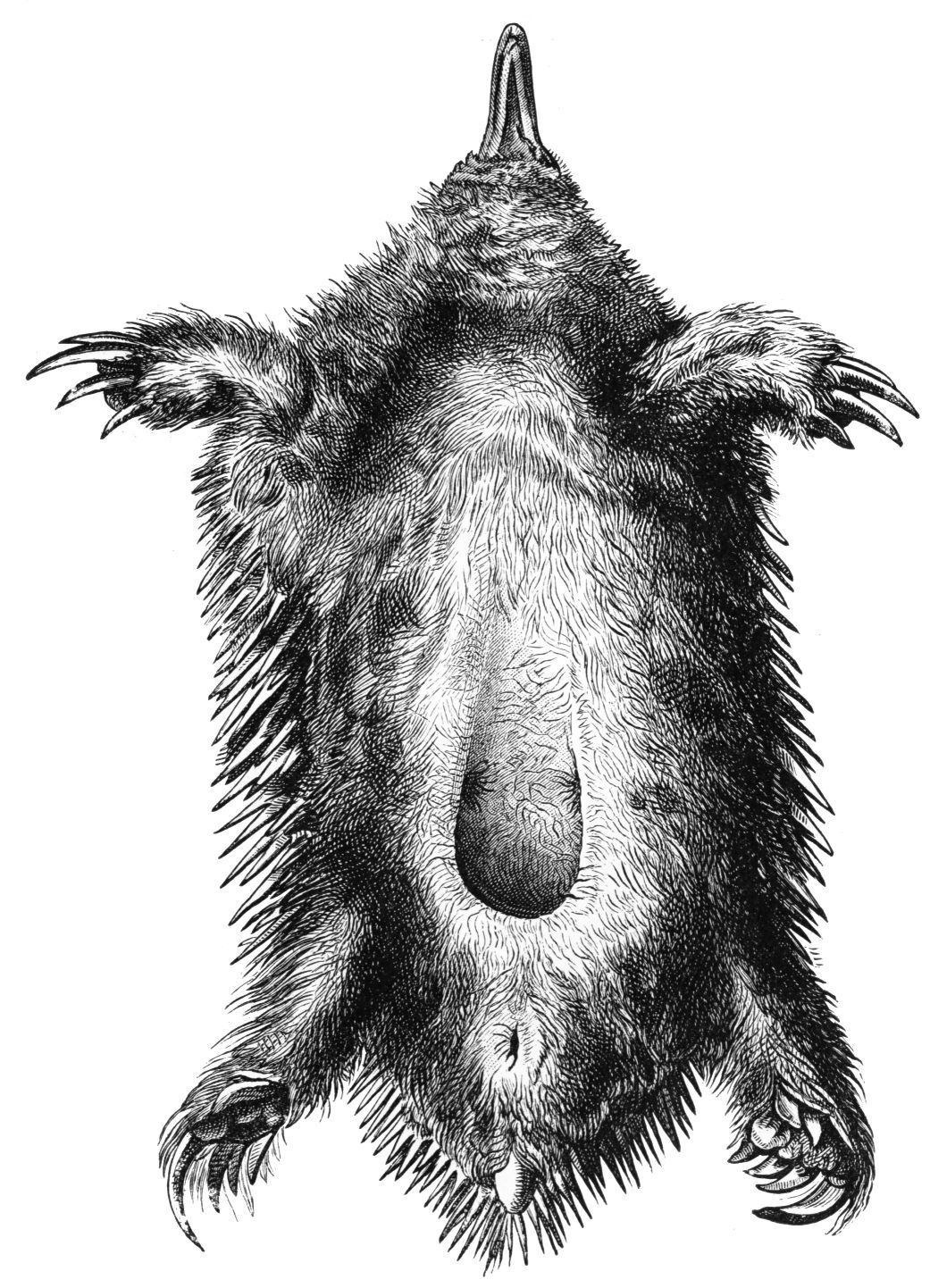
Região ventral de uma fêmea na época reprodutiva

A equidna têm hábitos promíscuos, podendo um macho acasalar com várias fêmeas. A estação reprodutiva ocorre entre maio e setembro, com variações entre uma região geográfica para outra. Ambos os sexos excretam uma substância com forte odor almiscarado ao longo da época reprodutiva. Durante o ritual de acasalamento (observado pela primeira vez em 1989) os machos localizam e perseguem as fêmeas, podendo formar filas de até dez machos, sendo o último o menor e mais novo, atrás de uma única fêmea. A corte pode durar até quatro semanas, e também pode variar conforme a localização geográfica. Durante este período o "grupo" se alimenta junto e pode mudar de composição, com machos deixando o agrupamento e outros se juntando a ele Nas regiões mais frias de sua distribuição como na Tasmânia, as fêmeas podem acasalar algumas horas depois de acordar da hibernação.
Antes do coito, o macho sente o cheiro da fêmea, com especial atenção para a cloaca. Este processo pode demorar algumas horas, e a fêmea pode rejeitar o pretendente assumindo uma posição defensiva. O macho então posiciona a fêmea lateralmente e assume posição semelhante, para os abdômens ficarem emparelhados. Cada lado do pênis, bilateralmente simétrico, semelhante a uma roseta e com quatro cabeças (semelhante ao répteis e om 7 centímetros de comprimento) é utilizado alternadamente, enquanto o outro lado permanece fechado entre as ejaculações. Este processo dura entre meia e três horas. Cada coito resulta na produção de um único ovo, e as fêmeas só acasalam uma única vez durante a estação reprodutiva.
A fertilização acontece no oviduto. A gestação dura entre 21 e 28 dias após a cópula, durante este período a fêmea constrói uma toca para cuidar do filhote. Após o período de gestação, a fêmea põe um único ovo diretamente da cloaca para uma espécie de bolsa. O ovo possui um diâmetro entre 13 e 17 milímetros, sua casca têm aspecto emborrachado (coriáceo) e com coloração creme. Durante o período de incubação, algumas fêmeas continuam a se alimentar normalmente, enquanto outras permanecem na toca até eclosão. Dez dias após a postura, o ovo eclode na bolsa. O embrião desenvolve um dente durante o período de incubação, que o ajuda a romper a casca; este dente desaparece logo após a eclosão.
O filhote ao nascer mede cerca de 1,5 centímetros de comprimento e pesa entre 0,3 e 0,4 gramas. Como os monotremados não possuem mamilos, o filhote lambe o leite, secretado pelas glândulas mamárias, diretamente da pele ao redor dos poros. Com dois a três meses de idade ele deixa a bolsa. A amamentação é gradualmente reduzida e o desmame completo é feito com seis meses de vida. A lactação dura em média 200 dias. Os filhotes deixam a toca entre 180 e 205 dias de vida, geralmente em janeiro ou fevereiro, pesando cerca de 800 gramas.
A idade em que atinge a maturidade sexual é incerta, podendo ser com quatro ou cinco anos de vida. Um estudo de campo ao longo de doze anos, publicado em 2003, revelou que a equidna-de-focinho-curto atinge a maturidade sexual com a idade de cinco a doze anos, e a freqüência de reprodução varia de uma vez a cada dois anos para uma vez a cada seis anos.
Similar aos outros monotremados, a equidna tem um conjunto de cromossomos sexuais múltiplos, no qual os machos têm quatro cromossomos Y e cinco cromossomos X. Os machos são representados por X1Y1X2Y2X3Y3X4Y4X5, enquanto a fêmeas são X1X1X2X2X3X3X4X4X5X5. A fraca homologia entre os cromossomos resulta num emparelhamento meiótico que produz apenas dois genótipos possíveis de esperma, X1X2X3X4X5 ou Y1Y2Y3Y4, desta maneira preservando esse sistema complexo.

## Conservação
A União Internacional para a Conservação da Natureza e dos Recursos Naturais (IUCN) classifica a espécie num estado de conservação pouco preocupante, contando com uma população estável e localmente comum. Não há ameaças sérias à equidna-de-focinho-curto em grande parte de sua distribuição geográfica. Em algumas áreas da Nova Guiné é caçada pelos nativos para fins de alimentação. Outra possível ameaça é o atropelamento em estradas australianas, que necessita de monitoramento.
A esparganose causada pelo cestódeo Spirometra erinacei, introduzido na Austrália por cães, gatos e raposas no período de colonização, é considerada uma infecção fatal para as equidnas. A doença é caracterizada pelo surgimento de várias massas subcutâneas principalmente nos flancos e no ventre. Os parasitos são transmitidos pela ingestão de água contaminada e a equidna atua como um hospedeiro intermediário no ciclo do parasita, sendo os carnívoros introduzidos os hospedeiros definitivos. A infecção é mais preocupante nas áreas áridas, onde mais animais dividem os poucos corpos de águas disponíveis, aumentando as chances de transmissão.

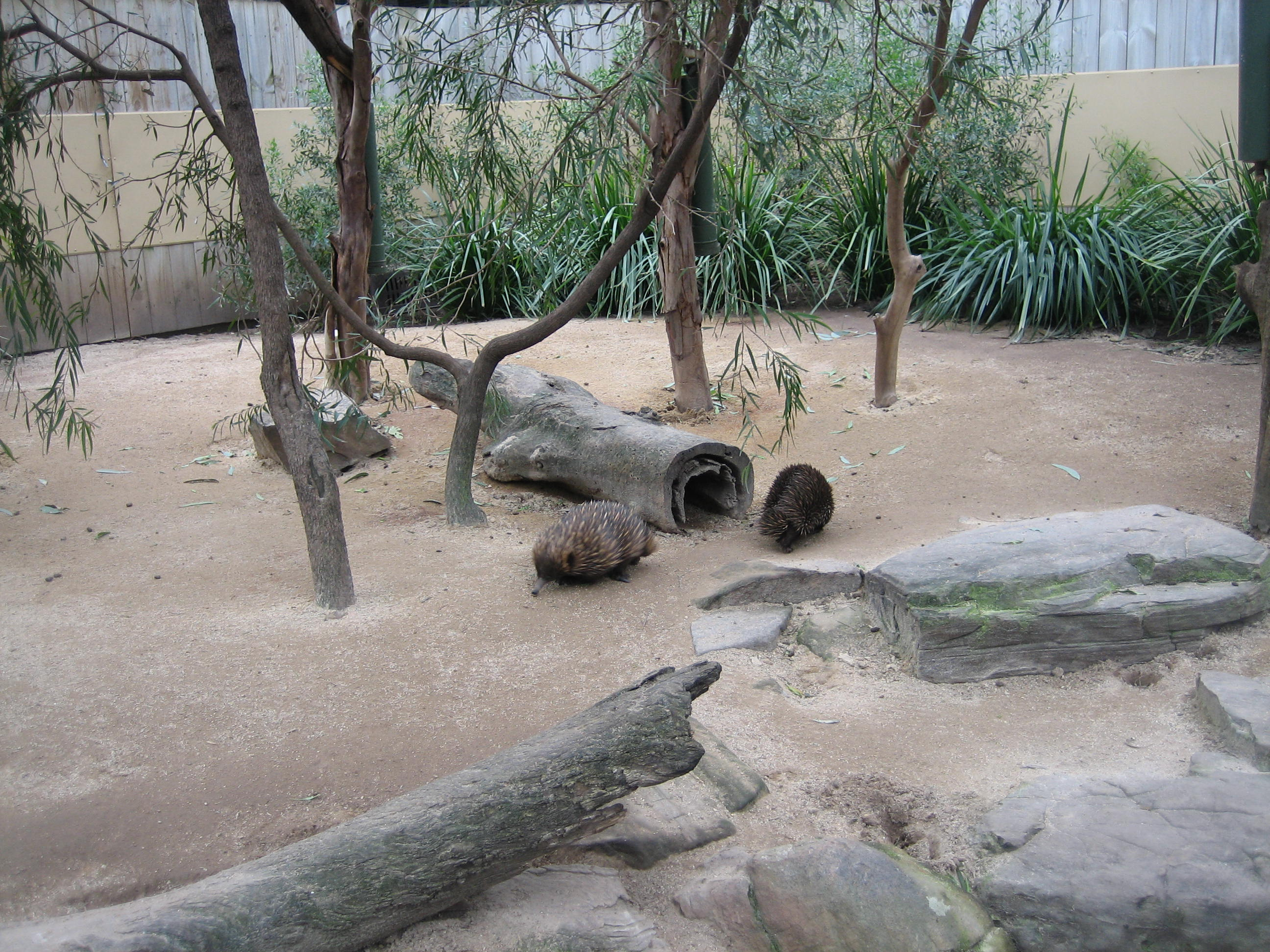
Recinto das equidnas no Zoológico de Adelaide.

A equidna-de-focinho-curto tem sido vista em zoológicos desde 1845, quando o Zoológico de Londres obteve vários espécimes. Subsequentemente, também passaram a expor indivíduos desta espécie, o Zoológico da Filadélfia em 1903, o Zoológico de Amsterdã em 1903, o Zoológico de Nova Iorque em 1913 e o Zoológico de Saint Louis em 1913. A maioria destes espécimenes viveram entre 12 e 20 anos em cativeiro. A espécie é muito comum em jardins zoológicos e é encontrada na maioria das grandes instituições da Austrália e em várias zoológicos pelo mundo.
Embora seja fácil manter equidnas em cativeiro, reproduzi-las neste ambiente é difícil, em parte, pelo seu ciclo infrequente. Existem poucos registros de reprodução em cativeiro da equidna-de-focinho-curto ao longo dos anos. Entres as instituições que conseguiram estão o Zoológico de Berlim em 1908, o Zoológico de Basileia em 1955 e 1967, o Zoológico de Taronga em 1977 e 1988, o Zoológico da Filadélfia em 1983 e 1985, o Zoológico de Adelaide em 1988 e 1898, o Zoológico de Oklahoma em 1988 e o Zoológico de Saint Louis em 1996. Na maioria dos casos os filhotes morreram prematuramente. No hemisfério norte, a reprodução só ocorreu após a adaptação ao clima e com diferença de seis meses da época reprodutiva habitual na Austrália. Na década de 2000, cerca de 17 filhotes nasceram em cativeiro em zoológicos da Austrália e deste total, seis nascaram no Zoológico de Perth.

## Aspectos culturais
A equidna-de-focinho-curto é retrata na cultura animista dos aborígenes australianos, incluindo sua arte visual e narrações. A espécie representou um totem para alguns grupos, incluindo o povo Noongar da Austrália Ocidental. Muitos povos apresentam mitos sobre a equidna; um mito explica que ela foi criada quando um grupo de jovens homens famintos estavam caçando a noite e encontraram um vombate. Eles arremessaram suas lanças no animal, mas perderam seu sinal na escuridão. O vombate adaptou as lanças para sua própria defesa e se tornou uma equidna.
A equidna é uma animal icônico na Austrália contemporânea. A espécie aparece numa das faces da moeda de cinco centavos do dólar australiano desde 14 de fevereiro de 1966, e também figurou numa série de moedas comemorativas lançadas ao longo dos anos. Em 1992, apareceu numa moeda comemorativa no valor de 200 dólares. Em 2008, estampou a versão de um dólar de uma série comemorativa com estampa colorida, e em 2009, em outra série comemorativa em versões de prata e ouro. Na filatelia, já apareceu em diversos selos, entre eles numa séria de seis animais nativos da Austrália lançada em 1974, postada no selo de 25 centavos; em 1987 aparece no selo de 37 centavos e em 1992 no de 35 centavos.
A antropomórfica equidna "Millie" foi um dos mascotes escolhidos para os Jogos Olímpicos de Sydney, em 2000. "Knuckles the Echidna", da série "Sonic the Hedgehog", também é inspirado numa equidna-de-focinho-curto.